# Kalim
Kalim (gr. kalymma – wieko, pokrywa, powłoka) – najstarszy okres mezoproterozoiku; trwał od 1,6 do 1,4 mld lat temu. W tym czasie (ok. 1,5 mld lat temu) rozpadł się najstarszy (hipotetyczny) superkontynent Kolumbia. Kalim jest młodszy od stateru, a starszy od ektasu.